# 2011年11月25日日食
2011年11月25日日食是一次日偏食，發生於协调世界时2011年11月25日。新月當天（即朔日），地球上觀測到月球和太阳的角距離極小，此時月球如果恰好在月球交點附近，穿過太阳和地球之間，與地球、太阳接近一直線，則會出現日食。由於月球偏北或偏南，本影及偽本影從地球以北或以南經過而未接觸地表，只有半影覆蓋了地球北端或南端部分區域，形成日偏食。此次日偏食月球偏南，出現在整個南极洲、南非南部和澳大拉西亞南部的部分島嶼。

此次日偏食過程中月影在地表移動的動畫

通常每年有2次日食，而2011年共有4次，全都是日偏食。本次日食是其中第四次，即最後一次。

## 日食概況

### 出現區域
本次日偏食可在整個南极洲、南非南部、澳大利亚塔斯馬尼亞州除西北角外的絕大部分、新西兰中南部看到。其中除南极洲以外的地區都在11月25日看到日食，而南极洲無確定时区，或在11月25日，或在11月24日，部分處於極晝的地區日食從11月24日深夜持續到11月25日凌晨。

### 基本參數
- 類型：日偏食
- 食分最大處（位於南极洲沙爾科島西北約280公里的洋面）資料：
  - 時間：2011年11月25日6:20:18.0
  - 地點：68°36′S 82°24′W / 68.6°S 82.4°W[3]
  - 食分：0.9047（日食帶內最大）[4]

## 相關的日食

### 2011-2014年的日食
月球交替位於相對的月球交點時，以半個交點年（食年），即約177天又4小時間隔出現下列日食。
註：2011年1月4日和2011年7月1日的日偏食屬於上一組交點年系列。
| 日食列表  |           |           |           |           |           |           |           |           |           |           |           |
| 1997-2000 | 2000-2003 | 2004-2007 | 2008-2011 | 2011-2014 | 2015-2018 | 2018-2021 | 2022-2025 | 2026-2029 | 2029-2032 | 2033-2036 | 2036-2039 |

| 降交點                     | 降交點                   |                              | 升交點                    | 升交點 |
| 沙羅周期                   | 地圖                     | 沙羅周期                     | 地圖                      |        |
| 118 挪威特罗姆瑟的日偏食   | 2011年6月1日 偏食（北）  | 123                          | 2011年11月25日 偏食（南） |        |
| 128 美国米德爾蓋特的日環食 | 2012年5月20日 環食       | 133 澳洲凱恩斯的日全食       | 2012年11月13日 全食       |        |
| 138 澳洲丘吉爾石的日環食   | 2013年5月10日 環食       | 143 加蓬利伯维尔的日偏食     | 2013年11月3日 全環食      |        |
| 148 澳洲阿德萊德的日偏食   | 2014年4月29日 環食（南） | 153 美国明尼阿波利斯的日偏食 | 2014年10月23日 偏食（北） |        |

### 沙羅周期
沙羅周期長度為18年11天。本次日食屬於沙羅周期123，共包含70次日食，依次為1074年4月29日至1164年6月21日的6次日偏食、1182年7月2日至1651年4月19日27次日環食、1669年4月30日至1705年5月22日的3次全環食（亦稱混合食）、1723年6月3日至1957年10月23日的14次日全食、1975年11月3日至2318年5月31日的20次日偏食，總共歷時1244.08年。其中最長的全食發生於1813年7月27日，共持續了3分27秒。
下表列舉了1901年至2100年間發生的屬於該周期的日食，是第47至57次：
| 47             | 48            | 49             |
| -------------- | ------------- | -------------- |
| 1903年9月21日  | 1921年10月1日 | 1939年10月12日 |
| 50             | 51            | 52             |
| 1957年10月23日 | 1975年11月3日 | 1993年11月13日 |
| 53             | 54            | 55             |
| 2011年11月25日 | 2029年12月5日 | 2047年12月16日 |
| 56             | 57            |                |
| 2065年12月27日 | 2084年1月7日  |                |

## 外部連結
- NASA日食專頁（页面存档备份，存于）（英文）
- 可見區域圖和時間統計：由弗雷德·埃斯佩納克做出的日食預報，NASA/GSFC
  - 貝塞爾元素
- 南極日食，2011年12月2日每日一天文圖，拍攝於巴里島聖馬丁站（英语：San Martín Base）
- 新西兰的日偏食（页面存档备份，存于）（英文）

| \| \| 日食 \|                            |                               |                                           |
| 上一次日食： 2011年7月1日日食 （日偏食） | 2011年11月25日日食 （日偏食） | 下一次日食： 2012年5月20日日食 （日環食） |
| 上一次日偏食： 2011年7月1日日食          | 2011年11月25日日食 （日偏食） | 下一次日偏食： 2014年10月23日日食         |
|                                          | 日食                          |                                           |